# Vasile Nicoară
Vasile Nicolae Nicoară (13 de junio de 1937-1978) fue un deportista rumano que compitió en piragüismo en la modalidad de aguas tranquilas.
Ganó cinco medallas en el Campeonato Mundial de Piragüismo, en los años 1963 y 1966, y diez medallas en el Campeonato Europeo de Piragüismo entre los años 1961 y 1965. Participó en dos Juegos Olímpicos de Verano en los años 1960 y 1964, su mejor actuación fue un cuarto puesto logrado en Tokio 1964 en la prueba de K2 1000 m.

## Palmarés internacional
| Campeonato Mundial | Campeonato Mundial    | Campeonato Mundial | Campeonato Mundial |
| Año                | Lugar                 | Medalla            | Competición        |
| ------------------ | --------------------- | ------------------ | ------------------ |
| 1963               | Jajce (Yugoslavia)    | Medalla de oro     | K1 4 × 500 m       |
| 1963               | Jajce (Yugoslavia)    | Medalla de oro     | K2 500 m           |
| 1963               | Jajce (Yugoslavia)    | Medalla de oro     | K2 1000 m          |
| 1963               | Jajce (Yugoslavia)    | Medalla de plata   | K4 1000 m          |
| 1966               | Berlín Oriental (RDA) | Medalla de bronce  | K1 4 × 500 m       |
| Campeonato Europeo |                       |                    |                    |
| Año                | Lugar                 | Medalla            | Competición        |
| 1961               | Poznań (Polonia)      | Medalla de bronce  | K1 500 m           |
| 1961               | Poznań (Polonia)      | Medalla de plata   | K1 1000 m          |
| 1963               | Jajce (Yugoslavia)    | Medalla de oro     | K1 4 × 500 m       |
| 1963               | Jajce (Yugoslavia)    | Medalla de oro     | K2 500 m           |
| 1963               | Jajce (Yugoslavia)    | Medalla de oro     | K2 1000 m          |
| 1963               | Jajce (Yugoslavia)    | Medalla de plata   | K4 1000 m          |
| 1965               | Bucarest (Rumania)    | Medalla de oro     | K1 4 × 500 m       |
| 1965               | Bucarest (Rumania)    | Medalla de oro     | K2 500 m           |
| 1965               | Bucarest (Rumania)    | Medalla de oro     | K2 1000 m          |
| 1965               | Bucarest (Rumania)    | Medalla de oro     | K4 1000 m          |